# Скрынников, Степан Андреевич
Степан Андреевич Скрынников (1 [14] июля 1906, Пески, Воронежская губерния — 14 февраля 1968, Воронеж) — советский военнослужащий, участник Великой Отечественной войны, Герой Советского Союза, командир 40-го гвардейского стрелкового полка 11-й гвардейской стрелковой дивизии 11-й гвардейской армии 3-го Белорусского фронта, гвардии подполковник.

## Биография
Родился 1 (14) июля 1906 года в селе Пески (ныне — Павловского района Воронежской области) в крестьянской семье. Украинец. Окончил 2 курса рабфака.
В Красной Армии с 1928 года. Член ВКП(б) с 1930 года. В 1936 году окончил курсы усовершенствования командного состава. Участник освободительного похода советских войск в Западную Белоруссию 1939 года. На фронте в Великую Отечественную войну с июня 1941 года. В 1942 году окончил курсы при Военной академии имени М. В. Фрунзе.
Командир 40-го гвардейского стрелкового полка гвардии подполковник Степан Андреевич Скрынников особо отличился 22 октября 1944 года в шестичасовом бою в Восточной Пруссии с превосходящими силами противника, прорвавшегося к переправе на реке Роминте. Умело руководил вверенными ему подразделениями, в результате чего воины-гвардейцы разгромили неприятеля, уничтожив шесть танков и до батальона пехоты.
Указом Президиума Верховного Совета СССР от 24 марта 1945 года за умелое командование стрелковым полком, образцовое выполнение боевых заданий командования и проявленные при этом мужество и героизм гвардии подполковнику Скрынникову Степану Андреевичу присвоено звание Героя Советского Союза с вручением ордена Ленина и медали «Золотая Звезда».
После войны С. А. Скрынников продолжал службу в армии. В 1949 году он окончил курсы «Выстрел». С 1953 года полковник С. А. Скрынников — в запасе.
Жил в городе Туле, работал в Тульском областном обществе охраны природы, а с 1964 года жил в городе Воронеже. Скончался 14 февраля 1968 года. Похоронен в Воронеже на Коминтерновском кладбище.
Награждён орденом Ленина, четырьмя орденами Красного Знамени, орденами Суворова 3-й степени, Александра Невского, Красной Звезды, медалью «За боевые заслуги», другими медалями.
В соответствии с постановлением главы городского округа город Воронеж от 22 августа 2005 года № 1535 в Центральном районе Воронежа на фасаде дома № 6 по улице Тимирязева, в котором жил Герой, установлена мемориальная доска.